# حسن میرزا (صفوی)
حسن میرزا، (۱۵۵۹ – ۱۵۷۷) پسر ارشد شاه محمد خدابنده از فرخنده بیگم بود.
شاه تهماسب که حکومت مازنداران را میان میر عبدالله خان و میر سلطان مراد تقسیم کرده بود، پس از قتل میر عبدالله توسط میر سلطان مراد، در سال ۹۷۳ قمری شاه تهماسب، حسن میرزا را به جای میر عبدالله به حکومت قسمتی از مازندران منصوب کرد. پس از مرگ شاه تهماسب، شاه اسماعیل دوم به سلطنت رسید. حسن میرزا پس از آگاهی از پادشاهی عموی خود بدون کسب اجازهٔ قبلی مازندران را به قصد قزوین پایتخت ترک کرد و چون شاه اسماعیل دوم تا آن هنگام فرزند پسری نداشت امیدوار بود که به کمک مادربزرگ خود به مقام ولیعهدی دست یابد. پس از رسیدن حسن میرزا به تهران شاه اسماعیل دوم از او خواست که در تهران بماند و همراه با مادر شاه که در قم زندگی می‌کرد و ۱۹ سال تمام فرزند خود را ندیده بود باشکوه و جلال فراوان وارد قزوین شوند. طبق این دستور شاهزاده در تهران ماند و شاه دیگر به هیچ اقدامی دست نزد که مادر و برادرزاده‌اش را به پایتخت بیاورد. شاه اسماعیل دوم به بهانه اینکه قبایل تکلو و ترکمان می‌خواسته‌اند سلطان حسن میرزا را به جای خود بر تخت سلطنت بنشانند سران تکلو و ترکمان را احضار کرد و آن‌ها ناچار شدند برای نشان دادن وفاداری خود حسن میرزا را به قتل برسانند. در نتیجه علیقلی سلطان ترکمان همراه با چهل و چهار قورچی سواره به تهران رفت. حسن میرزا در اثر انتظار طولانی و مطلع شدن از قتل شاهزادگان بدگمان شده بود و دیگر به حسن نیت عمویش اعتمادی نداشت هنگامی که قورچیان رسیدند شاهزاده در خانه را به روی خود بست و در حالی که به تیر و کمان مجهز بود به بالای خانه خود رفت و تصمیم گرفت تا آخرین تیر از خود دفاع کند. علیقلی سلطان ترکمان با فریب و نیرنگ و برخلاف سوگندی که به قرآن خورده بود که فقط برای بردن وی به قزوین آمده است حسن میرزا را پس از تسلیم شدن در روز دوشنبه ۲۱ جمادی الاول ۹۸۵ در سن هجده سالگی خفه کردند و در امامزاده زید دفن شد.در سال ۹۹۷ قمری به دستور شاه عباس جسد وی به مشهد منتقل شد.